# نور زمستانی
نور زمستانی (به سوئدی: Nattvardsgästerna) فیلمی سوئدی در ژانر درام به کارگردانی اینگمار برگمان است که در سال ۱۹۶۳ توزیع شد. این فیلم در سایت imdb توانسته نمره‌ی ۸/۰ را کسب کند.

## داستان فیلم
«توماس اریکسون» (بیورنستراند)، کشیش دهکده، حس می‌کند پس از مرگ همسرش در چهار سال پیش، از خدا دور شده‌است. او همراه جمعی از جمله «مارتا لوندبرگ» (تولین)، معلم مدرسه که محبوبه‌اش هم هست، و یک ماهی‌گیر، «یوناس پرسون» (فون سیدو) و همسرش «کارین» (لیندبلوم) ـ مراسم عشاء ربانی را برگزار می‌کند. پس از مراسم، «کارین» از «توماس» می‌خواهد که به شوهرش کمک کند، چون از شنیدن خبر احتمال حمله اتمی چینی‌ها دچار وحشت شده‌است. «توماس» می‌پذیرد و می‌فهمد که «یوناس» قصد خودکشی دارد، در حالی که کمک زیادی از او برنمی‌آید و بیشتر به پوچی خودش پی می‌برد. «مارتا» از «توماس» می‌خواهد که با هم ازدواج کنند، اما «توماس» می‌گوید که «مارتا» نمی‌تواند جای همسر سابقش را بگیرد. خبر می‌رسد که «یوناس» خودش را کشته، و «توماس» بالای سر جسد می‌رود، خبر را به «کارین» می‌دهد و به کلیسا برمی‌گردد و به «مارتا» اصرار می‌کند که مراسم مذهبی را به جای آورند.

## دربارهٔ فیلم
نور زمستانی را همراه همچون در یک آینه (۱۹۶۳) سه‌گانه‌ای دربارهٔ جستجوی نومیدانه خداوند می‌دانند. اما اگر قهرمانان دو فیلم دیگر ارتباط مستقیمی با مسائل دینی و اعتقادی ندارند؛ در نور زمستانی قهرمان اصلی، کشیشی است دستخوش تردید و اضطراب و فیلم صریح‌تر و با تأمل بیشتر به پرسش‌های جان‌فرسای آدمی می‌پردازد. این شاید «برسون» ی‌ترین فیلم برگمان باشد. از همان آغاز حال و هوای غم‌زده سست‌ایمانی مستولی است (مراسم کلیسا با شرکت کنندگان انگشت‌شمارش و نمای خارجی درختان لخت در نور خاکستری زمستان) بازی و فیزیک بیورنستراند مکمل حال و هواست و تولین نیز درخشان است. تصاویر سیاه و سفید نیکویست بی‌نظیرند.